# Gnaeus Trebellius Crescens
Gnaeus Trebellius Crescens war ein antiker römischer Toreut (Metallbildner), der wahrscheinlich in der ersten Hälfte des 1. Jahrhunderts in Mittelitalien tätig war.
Gnaeus Trebellius Crescens ist heute nur noch aufgrund von elf Signaturstempeln auf sechs Kasserollen und fünf Schnabeltassen aus Bronze bekannt. Von drei Stücken sind die Fundorte unbekannt, bei zwei Stücken ist der Fundort unsicher und in einem Fall sehr ungenau. Der größere Teil der zuordenbaren Bronzen wurde in Italien gefunden, weist dort aber schon eine gewissen Streuung von Pompeji im Süden bis Turin im Norden auf. Zwei Stücke stammen aus den Nordostprovinzen, eines vom Balkan. Eine heute in Köln aufbewahrte Bronzekasserolle ist einer der seltenen Funde signierter Bronzegeschirre aus der östlichen Reichshälfte, in dem Fall aus Kleinasien. Ob die etwas weiter entfernt gefundenen Stücke beispielsweise durch Handel, Reisetätigkeit oder als Bestandteil der Ausrüstung von Soldaten dorthin kam, muss unklar bleiben. Die Signatur lautet lateinisch N TREBEL CRES, ergänzt zu N(umeri) Trebel(li) Cres(centis). Neben Gnaeus Trebellius Crescens gab es etwa zur selben Zeit in derselben Region drei weitere Toreuten aus der Gens der Trebellier: Gnaeus Trebellius (drei erhaltene Bronzen), Trebellius Niger (1) und Gnaeus Trebellius Romanus (10). Damit dürfte es sich um eine der profiliertesten Familien in diesem Arbeitsbereich handeln, sollte es sich hier um Mitglieder eines Familienverbandes handeln. Eine Besonderheit im Werk des Trebellius Crescens sind die signierten Schnabeltassen, die sonst nur sehr selten signiert wurden. Bei den Stücken handelt es sich um:
1. Bronzekasserolle; wahrscheinlich in Pompeji gefunden; heute im Archäologischen Nationalmuseum Neapel.[1]
2. Bronzeschnabeltasse; heute im Museo Arqueológico Nacional de España in Madrid.[2]
3. Bronzeschnabeltasse; heute im Museo Arqueológico Nacional de España in Madrid.[3]
4. Bronzekasserolle; wahrscheinlich in Rom gefunden; heute im Louvre in Paris.[4][5][6]
5. Bronzeschnabeltasse; ehemals im Musée de la civilisation gallo-romaine à Lyon in Lyon.[7]
6. Bronzekasserolle; gefunden in der Waal bei Nijmegen, Provinz Gelderland, Niederlande; heute im Rijksmuseum van Oudheden in Leiden.[8]
7. Bronzekasserolle; gefunden im Rhein bei Leopoldshafen, Karlsruhe; heute im Badischen Landesmuseum Karlsruhe.[9]
8. Bronzekasserolle; gefunden in Sisak (dem antiken Siscia), Kroatien; heute im Archäologischen Museum in Zagreb.[10]
9. Bronzekasserolle; gefunden in Kleinasien; heute im Römisch-Germanischen Museum in Köln.[11]
10. Bronzeschnabeltasse; gefunden in Fornovo San Giovanni, Provinz Bergamo, Lombardei; heute im Museo Civico Archeologico in Bergamo.[12]
11. Bronzeschnabeltasse; gefunden in Monteu da Po, Metropolitanstadt Turin, Piemont; heute wahrscheinlich im Museo Civico „Giovanni Battista Adriani“ in Cherasco.[13]

## Einzelbelege
1. ↑  Inventarnummer 73177; Richard Petrovszky: Studien zu römischen Bronzegefäßen mit Meisterstempeln. Leidorf, Buch am Erlbach 1993, S. 306, Nr. T.06.01.
2. ↑  Inventarnummer 9837; Richard Petrovszky: Studien zu römischen Bronzegefäßen mit Meisterstempeln. Leidorf, Buch am Erlbach 1993, S. 306, Nr. T.06.02.
3. ↑  Inventarnummer 9838; Richard Petrovszky: Studien zu römischen Bronzegefäßen mit Meisterstempeln. Leidorf, Buch am Erlbach 1993, S. 306, Nr. T.06.03.
4. ↑  Inventarnummer BR 3040; Richard Petrovszky: Studien zu römischen Bronzegefäßen mit Meisterstempeln. Leidorf, Buch am Erlbach 1993, S. 306, Nr. T.06.04; CIL 15, 7082,6.
5. ↑  Réunion des Musées Nationaux-Grand Palais -. Abgerufen am 14. Juni 2021.
6. ↑  casserole. Abgerufen am 14. Juni 2021 (englisch).
7. ↑  Inventarnummer ?; Richard Petrovszky: Studien zu römischen Bronzegefäßen mit Meisterstempeln. Leidorf, Buch am Erlbach 1993, S. 306, Nr. T.06.05; CIL 13, 10027,46a und bei CIL 15, 7082.
8. ↑  Inventarnummer ?; Richard Petrovszky: Studien zu römischen Bronzegefäßen mit Meisterstempeln. Leidorf, Buch am Erlbach 1993, S. 307, Nr. T.06.06; CIL 13, 10027,46b.
9. ↑  Inventarnummer 68/60; Richard Petrovszky: Studien zu römischen Bronzegefäßen mit Meisterstempeln. Leidorf, Buch am Erlbach 1993, S. 307, Nr. T.06.07.
10. ↑  Inventarnummer ?; Richard Petrovszky: Studien zu römischen Bronzegefäßen mit Meisterstempeln. Leidorf, Buch am Erlbach 1993, S. 307, Nr. T.06.08.
11. ↑  Inventarnummer KL 609; Richard Petrovszky: Studien zu römischen Bronzegefäßen mit Meisterstempeln. Leidorf, Buch am Erlbach 1993, S. 307, Nr. T.06.09.
12. ↑  Inventarnummer 2909; Richard Petrovszky: Studien zu römischen Bronzegefäßen mit Meisterstempeln. (= Schriften des Limesmuseums Aalen, Band 40), Leidorf, Buch am Erlbach 1993, S. 307, Nr. T.06.10.
13. ↑  Inventarnummer WLM R84 Wi2832 (aber verschollen); Richard Petrovszky: Studien zu römischen Bronzegefäßen mit Meisterstempeln. (= Schriften des Limesmuseums Aalen, Band 40), Leidorf, Buch am Erlbach 1993, S. 307, Nr. T.06.11.

| Personendaten    | Personendaten                              |
| ---------------- | ------------------------------------------ |
| NAME             | Trebellius Crescens, Gnaeus                |
| ALTERNATIVNAMEN  | Crescens, Gnaeus Trebellius                |
| KURZBESCHREIBUNG | antiker römischer Toreut                   |
| GEBURTSDATUM     | 1. Jahrhundert v. Chr. oder 1. Jahrhundert |
| STERBEDATUM      | 1. Jahrhundert oder 2. Jahrhundert         |